# Женщина-змея
«Женщина-змея» (итал. La donna serpente) — сказочная пьеса (фьяба) итальянского драматурга Карло Гоцци, впервые поставленная в Венеции в 1762 году.

## Сюжет
Действие пьесы происходит в грузинском Тифлисе. Местный царь Фаррускад женат на фее Керестани, которая может оставаться человеком только при соблюдении двух условий: муж не должен спрашивать о её происхождении и не должен проклинать её в течение восьми лет. Когда царь пытается хоть что-то узнать о жене, она его покидает. Фаррускад находит Керестани и уговаривает вернуться, обещая доверять во всём и не задавать вопросов. Царица сначала приказывает бросить в огонь своих детей от Фаррускада, а потом — бросить в реку всё армейское продовольствие. Поскольку Тифлис в это время осаждён врагом, царь не выдерживает и проклинает день, в который встретил Керестани.
Опечаленная царица рассказывает мужу, что продовольствие было отравлено, передаёт ему детей, которые благодаря огню окончательно обрели человеческий облик, и превращается в змею. Благодаря доброй фее супруги снова получают шанс. Фаррускад выдерживает три испытания, и Керестани возвращается к нему, навсегда став человеком.

## Создание и оценки
Карло Гоцци начал писать фьябы в ходе полемики с с Карло Гольдони и Пьетро Кьяри, пытаясь возродить традиционную комедию дель арте в пику реалистической драматургии. «Женщина-змея» была написана и поставлена на сцене в 1762 году — уже после окончательной победы Гоцци над оппонентами. Сюжетный материал автор почерпнул в сказках «Тысяча и одной ночи»; это вторая его фьяба после «Турандот», где использован восточный колорит.
На основе «Женщины-змеи» Рихард Вагнер написал свою первую оперу «Феи» (1833—1834), Альфредо Казелла — оперу «Женщина-змея» (1932).